# Dolan's Cadillac
Dolan's Cadillac (bra: Sede de Vingança; prt: Morte no Deserto)  é um filme canado-britano-estadunidense de 2009, dirigido por Jeff Beesley, com roteiro de Richard Dooling baseado no conto "Dolan's Cadillac", escrito por Stephen King em 1989.

## Sinopse
Um casal, de professores, em Las Vegas, um dia testemunha um assassinato por um grande criminoso. O casal recebe proteção da polícia porque irá testemunhar em tribunal contra o criminoso, mas sofrem ameaças dele para se manterem calados, mesmo assim a sua mulher não desiste de testemunhar, e acaba por ser assassinada. Agora ele procura vingança pela morte da sua mulher e vai atrás do chefe dos mafiosos, o perigoso Jimmy Dolan.

## Elenco
- Wes Bentley....Tom Robinson
- Christian Slater.... Jimmy Dolan
- Emmanuelle Vaugier.... Elizabeth Robinson
- Greg Bryk.... Chefe
- Aidan Devine.... Roman
- Al Sapienza.... Fletcher
- Karen LeBlanc.... Delta
- Cory Generoux.... Pedro
- Vivian Ng.... Jun Li